# Leioheterodon modestus
Espèce
Synonymes
- Heterodon modestus Günther, 1863

Statut de conservation UICN

 LC  : Préoccupation mineure
Leioheterodon modestus est une espèce de serpents de la famille des Lamprophiidae. 

## Répartition
Cette espèce est endémique de l'île de Madagascar.

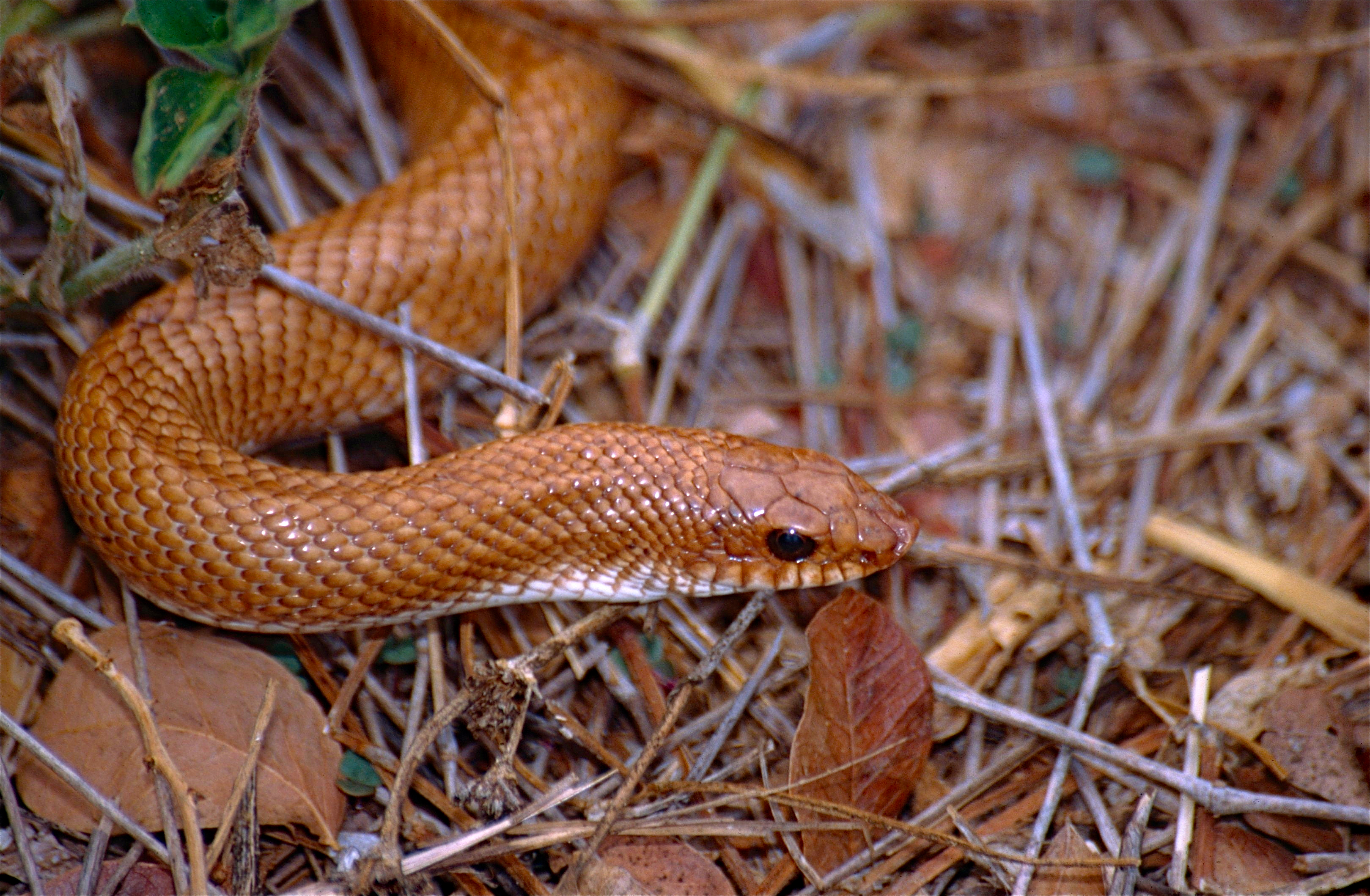

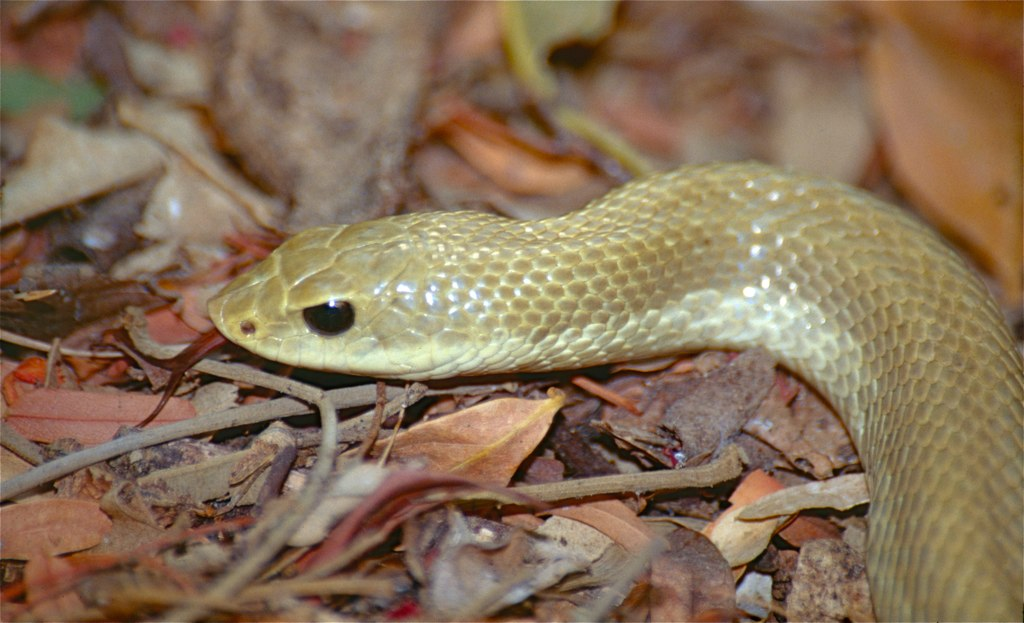

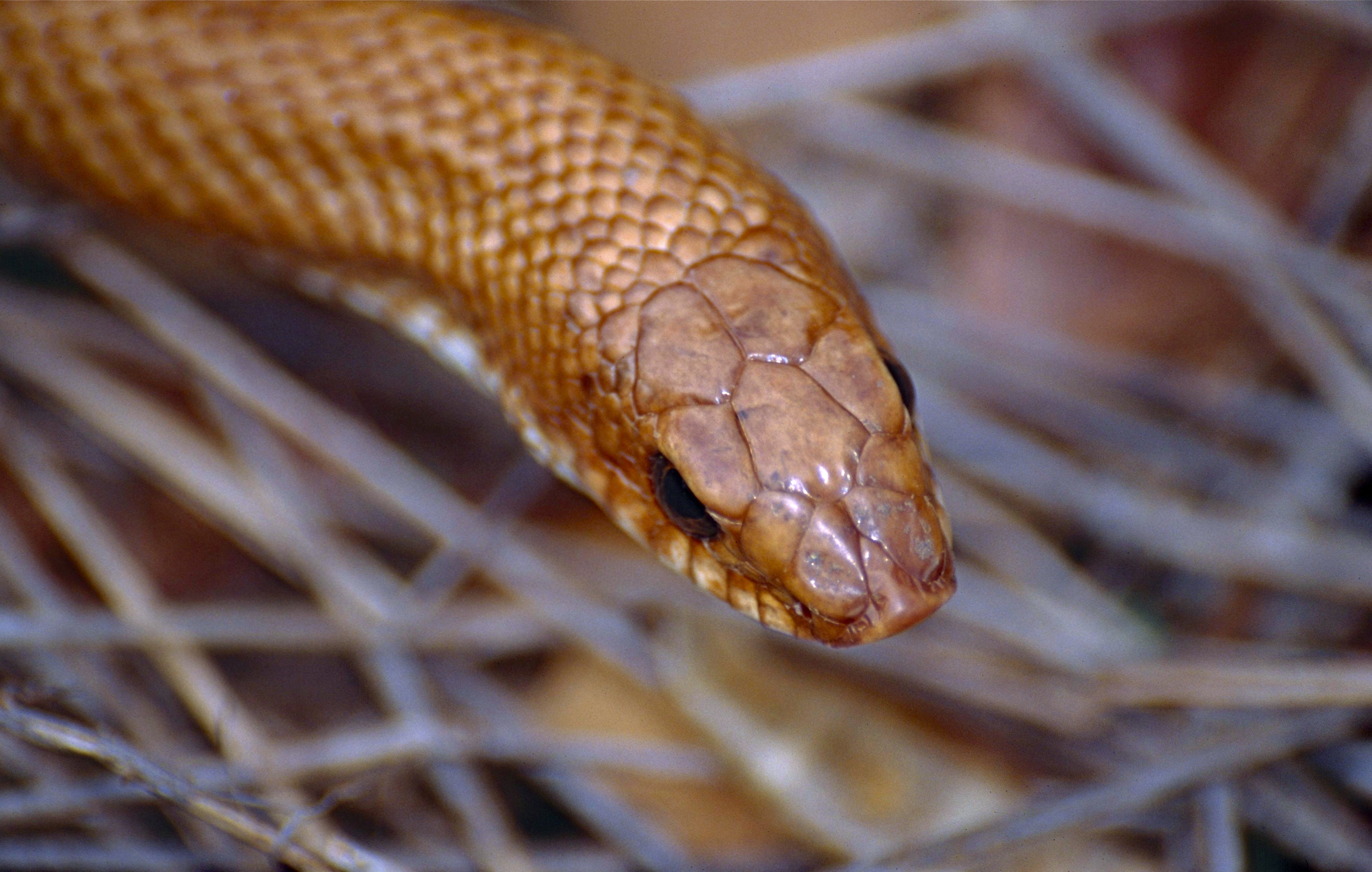

## Publication originale
- Günther, 1863 : Third account of new species of snakes in the collection of the British Museum. Annals and magazine of natural history, sér. 3, vol. 12, p. 348-365 (texte intégral).